# Wauna (Washington)
Wauna ist eine gemeindefreie Siedlung und ein Census-designated place mit 4421 Einwohnern (Stand 2020)  im Pierce County des US-Bundesstaates Washington. 
Nach Tacoma, dem Verwaltungssitz des County, sind es 21 km (Luftlinie) oder 26 km Fahrstrecke. 